# Nemesváralja
Nemesváralja (1899-ig Nemes-Podhrágy, szlovákul Zemianske Podhradie) község Szlovákiában, a Trencséni kerületben, a Vágújhelyi járásban.

## Fekvése
Vágújhelytől 10 km-re északra, a Bosáci-völgy középső részén fekszik.

## Története
Határában, a falutól nyugatra régészeti lelőhely található, ahol a lausitzi, hallstatti és laténi kultúrához tartozó település és földvár maradványai kerültek elő.
A mai települést 1397-ben „Podhrady” néven említik először. 1477-ben „Podhragye”, 1484-ben „Podhradie”, 1598-ban „Podhrady prenes Bsacz” alakban szerepel az írott forrásokban. Kezdetben Beckó várához tartozott, későbbi urai a Pohrády, Erdődy és Osztrolukai Osztroluczky családok voltak. 1598-ban 22 háza állt. 1784-ben 149 házában, 178 család és 886 lakos élt, akiknek fele nemes volt.
A 18. század végén Vályi András így ír róla: „Nemes Podrágynak földes Urai több Uraságok, fekszik Bosaczához nem meszsze, mellynek filiája.”
1828-ban 111 ház és 823 lakos élt a faluban. Lakói főként mezőgazdaságból éltek. A 19. században négy szeszfőzde és téglagyár működött a községben.
Fényes Elek 1851-ben kiadott geográfiai szótárában így ír a faluról: „Podhrágy, (Nemes), tót falu, Trencsén vgyében, Beczkóhoz nyugotra 1 1/2 óra: 240 kath., 572 evang., 58 zsidó lak. Evang. anyatemplom. Ékesiti a Prileszky család szép kastélya. Határa nagy, de nem igen termékeny; erdeje, legelője bőven. F. u. többen. Ut. p. Trencsén.”
A trianoni békéig Trencsén vármegye Trencséni járásához tartozott.

## Népessége
| Év:            | 1994. | 2004.   | 2014.   | 2024.   |
| -------------- | ----- | ------- | ------- | ------- |
| Emberek száma: | 801   | 783     | 773     | 769     |
| Eltérés:       |       | -2,24 % | -1,27 % | -0,51 % |

| Év:            | 2023. | 2024.   |
| -------------- | ----- | ------- |
| Emberek száma: | 767   | 769     |
| Eltérés:       |       | +0,26 % |

1910-ben 832, túlnyomórészt szlovák anyanyelvű lakosa volt.
2001-ben 780 lakosából 767 szlovák volt.
2011-ben 753 lakosából 738 szlovák volt.
2021-ben 764 lakosából 738 (+3) szlovák, 13 (+1) egyéb és 13 ismeretlen nemzetiségű volt.

## Nevezetességei
- Legrégibb épülete a 17. században épített kéttornyú reneszánsz kastély, melyet a 19. században klasszicista stílusban építettek át. Tulajdonosai a Prileszky és Osztrolúkai családok voltak. A kastélyt angolpark övezi.
- Evangélikus temploma 1785 és 1801 között épült korai empire stílusban.
- A harangtorony 1882-ben épült.
- Jozef Ľudovít Holuby és Ľudovít Rizner emlékháza az egykori evangélikus lelkészlak épületében 1994-ben nyílt.

## Híres emberek
- Itt született 1849-ben Ľudovít V. Rizner bibliográfus, itt is van eltemetve.
- Itt született 1851-ben Balkay Adolf katona, vadász, Komárom főkapitánya, író, felügyelő-intéző.
- Itt alkotott 1861 és 1919 között Jozef Ľudovít Holuby botanikus, néprajztudós.
- Itt alkotott 1744 és 1746 között Pavol Doležal költő, nyelvész.